# Беатрис Батенберг
Беатрис Батенберг, с рождено име Беатрис Мари Виктория Феодора (на английски: Beatrice Mary Victoria Feodore; * 14 април 1857, Бъкингамски дворец; † 26 октомври 1944, Великобритания) е член на Британското кралско семейство.

## Живот
Тя е петата дъщеря и най-малкото дете на кралица Виктория и принц Алберт Сакс-Кобург-Гота.
Кралица Виктория много тежко приема смъртта на съпруга си Алберт. Беатрис е тази, която прекарва най-дълго време с майка си и е най-близко до нея. В същото време кралицата контролира всички нейни действия и дълго време я третира като малко дете.
Беатрис се влюбва в принц Хайнрих фон Батенберг, син на принц Александър фон Хесен-Дармщат и графиня Юлия фон Хауке и брат на Александър Батенберг. През 1884 г. двамата се сгодяват. Кралицата приема този брак при условие младоженците да споделят дома си с нея.
Принц Хайнрих и принцеса Беатрис сключват брак на 23 юли 1885 г. в катедралата „Сейнт Милдред“ в Уипингам на о-в Уайт, Великобритания. В деня на сватбата кралицата удостоява принц Хайнрих със званието Негово кралско височество, за да го издигне в ранг, равностоен на дъщеря ѝ. Този ранг обаче има сила само във Великобритания, докато в Херцогство Хесен, обръщението към принца остава Негова светлост. В същия ден със специален закон принц Хайнрих получава британско гражданство и е приет в Камарата на лордовете. Обръщението към него и принцеса Беатрис вече е Техни кралски височества принц и принцеса Хенри Батенберг. Кралица Виктория връчва на новия си зет и Орден на жартиерата и го прави член на Тайния си съвет. Принц Хайнрих постъпва в британската армия и става капитан-генерал и комендант на замъка Карисбрук и о-в Уайт.
Принцеса Беатрис умира на 26 октомври 1944 г. и е погребана до съпруга си в катедралата „Сейнт Милдред“ на о-в Уайт. През юли 1961 г. там е погребан и най-големият им син.

## Деца
Принц Хайнрих и принцеса Беатрис имат четири деца:
- Принц Александър Алберт Маунтбатън (1886 – 1960) – първи маркиз на Карисбрук
- Принцеса Виктория Евгения Батенберг (1887 – 1969) – кралица на Испания
- Принц Леополд Артър Луис Маунтбатън (1889 – 1922)
- Принц Морис Виктор Доналд Батенберг(1891 – 1914)